# Губа, Даниил Хрисанфович

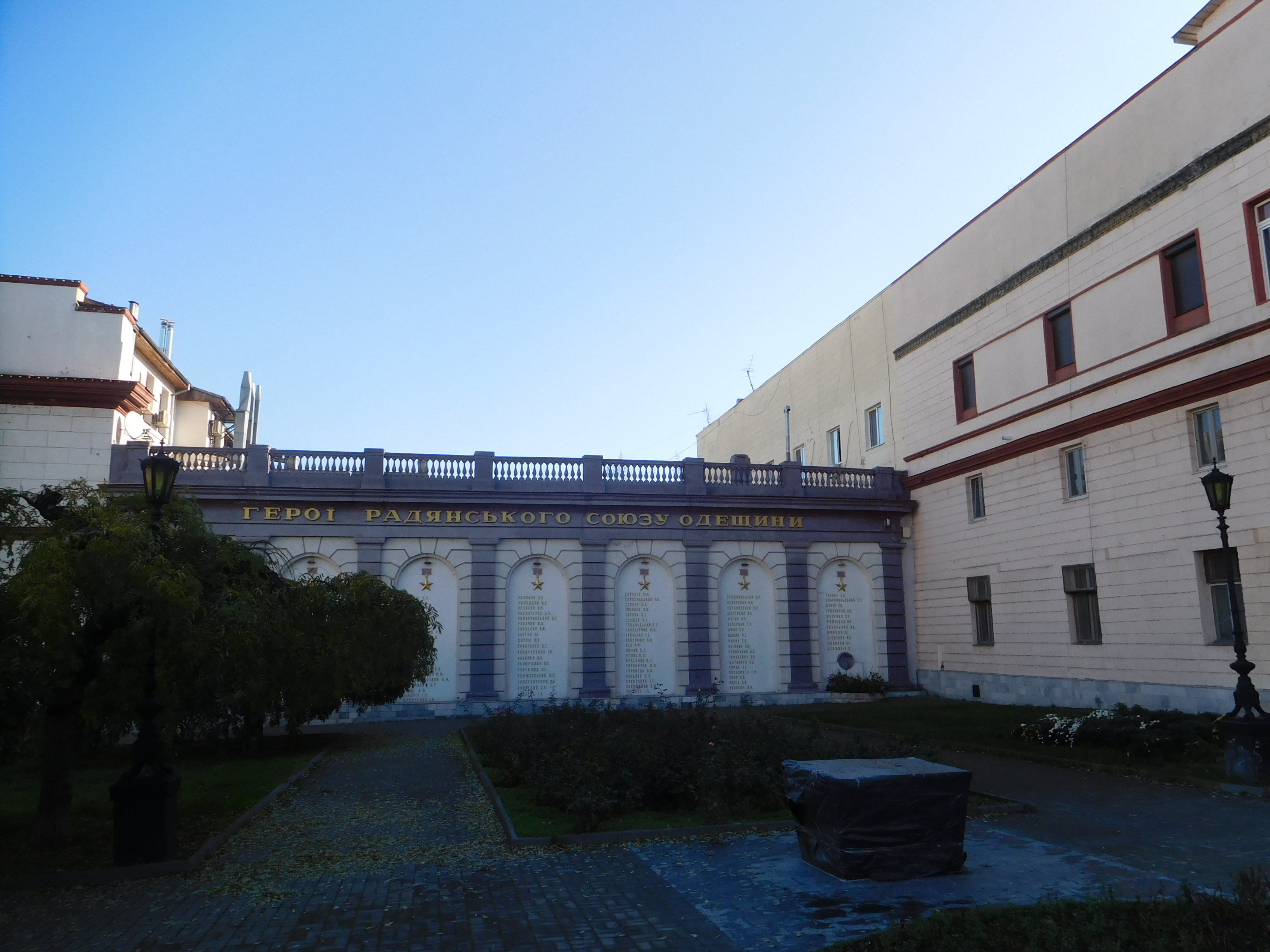
Мемориал «Герои Советского Союза Одесчины».

Даниил Хрисанфович Губа (укр. Данило Хрисанфович Губа; (11 декабря 1910, Петровка, Херсонская губерния — 24 апреля 1996, Черново, Одесская область) — гвардии сержант Рабоче-крестьянской Красной Армии, участник Великой Отечественной войны, Герой Советского Союза (1945). После войны работал в колхозе.

## Биография
Даниил Губа родился 11 декабря 1910 года в крестьянской семье в селе Петровка Петровской волости (укр. Петрівська волость (Ананьївський повіт)) Ананьевского уезда Херсонской губернии, ныне село входит в Стрюковскую сельскую общину (укр. Стрюківська сільська громада) Березовского района Одесской области Украины. Украинец.
Окончил семь классов школы, работал в Новосидоровском отделении связи (Новосидоровский сельсовет Курганского района Челябинской области, ныне село Новая Сидоровка входит в Кетовский муниципальный округ Курганской области).
В январе 1942 года Губа был призван на службу в Рабоче-крестьянскую Красную Армию Курганским РВК Челябинской области. С марта того же года — на фронтах Великой Отечественной войны.
В июне 1942 года красноармеец 751 стрелкового полка 165-й стрелковой дивизии (Волховская группа войск Ленинградского фронта), был по ранению в Рославльском эвакогоспитале. В мае 1943 года вернулся на фронт.
В 1943 году вступил в ВКП(б), в 1952 году партия переименована в КПСС.
К апрелю 1945 года гвардии сержант Даниил Губа командовал орудием 256-го гвардейского зенитного артиллерийского полка 4-й гвардейской зенитной артиллерийской дивизии 1-й гвардейской танковой армии 1-го Белорусского фронта.
К апрелю 1945 года Губа сбил 9 вражеских самолётов. 11 апреля 1945 года, прикрывая переправу советских войск через Одер, сбил ещё один самолёт. Также отличился в уличных боях в Берлине.
Указом Президиума Верховного Совета СССР от 31 мая 1945 года гвардии сержант Даниил Губа был удостоен высокого звания Героя Советского Союза с вручением ордена Ленина и медали «Золотая Звезда» № 6493.
В 1945 году Губа был демобилизован. Вернулся на родину, работал в колхозе. Проживал в селе Андреево-Ивановка Николаевского района Одесской области.
Был также награждён орденами Отечественной войны I степени и Красной Звезды, а также рядом медалей.
Даниил Хрисанфович Губа умер 24 апреля 1996 года в селе Андреево-Ивановка Андреево-Ивановского сельского совета (укр. Андрієво-Іванівська сільська рада) Николаевского района Одесской области Украины, ныне село — административный центр Андреево-Ивановской сельской общины (укр. Андрієво-Іванівська сільська громада) Березовского района той же области.
Похоронен в селе Андреево-Ивановка Андреево-Ивановского сельского совета (укр. Андрієво-Іванівська сільська рада) Николаевского района Одесской области Украины, ныне село — административный центр Андреево-Ивановской сельской общины (укр. Андрієво-Іванівська сільська громада) Березовского района той же области.

## Награды
- Героя Советского Союза, 31 мая 1945 года[2][3][4]
  - Орден Ленина
  - Медаль «Золотая Звезда» № 6493
- Орден Отечественной войны I степени, 6 апреля 1985 года[5]
- Орден Красной Звезды, 10 октября 1944 года[6]
- Медаль «За отвагу», 16 июля 1943 года[7]

## Память
- Упомянут на мемориале «Герои Советского Союза Одесчины», город Одесса, Театральная площадь — 46°29′04″ с. ш. 30°44′30″ в. д.HGЯO